# Habenaria elliptica
Habenaria elliptica är en orkidéart som beskrevs av Robert Wight. Habenaria elliptica ingår i släktet Habenaria och familjen orkidéer. Inga underarter finns listade i Catalogue of Life.